# スティーヴン・J・リヴェル
スティーヴン・J・リヴェル（Stephen J. Rivele、1949年5月6日 - 2024年5月17日) は、アメリカ合衆国・フィラデルフィア出身の脚本家、小説家。

## 生い立ち・経歴
リヴェルには多数の執筆作品があり、活発なブログ・ライターでもある。1996 年のアカデミー賞で、オリバー ・ストーンとクリストファー・ウィルキンソンと共に「ニクソン」の脚本で最優秀脚本賞にノミネートされた。また、ウィルキンソンとともに、他の脚本のほとんどを執筆している。また、 敬愛なるベートーヴェン（2006年）では、二人は初めて製作者としても参加している。
2024年5月17日、カリフォルニア州パサデナの自宅で死去。75歳没。

## 映画作品
- The Men Who Killed Kennedy (TV ドキュメンタリー)、1988年
- ニクソン、1995年
- ALI アリ、2001年
- 敬愛なるベートーヴェン、2006年
- Like Dandelion Dust、2009年
- 完全なるチェックメイト、2014年
- MILES AHEAD/マイルス・デイヴィス 空白の5年間、2015年
- Birth of the Dragon、2016年
- ジェミニマン、2019年、脚本（ノンクレジット）[3]

## 著作
- Kennedy, la conspiración de la mafia, Paris: Ediciones B., 1988
- Der Kreuzritter. Das Tagebuch des Roger von Lunel, München 1996, ISBN 978-3-453-11506-4.
- The Plumber: The True Story of How One Good Man Helped Destroy the Entire Philadelphia Mafia, 1991
- The Mothershed Case, 1992
- Lieutenant Ramsey's War: From Horse Soldier to Guerrilla Commander, 1996